# Avril 1989

## Évènements
- Soudan : les rebelles du sud du SPLA prennent Bor, l’une des principales villes du sud du pays.

### Samedi1eravril1989
- Autriche : funérailles nationales de l'ancienne et dernière impératrice d'Autriche, Zita de Bourbon-Parme ou Zita de Habsbourg, épouse de l'empereur Charles Ier d'Autriche, dans la cathédrale Saint-Étienne de Vienne, et célébrées par le cardinal Groer, entouré de deux autres cardinaux et de treize évêques.
- Namibie : environ seize cents guérilleros de la SWAPO s'infiltrent depuis l'Angola dans le nord du pays, en violation des accords concluent à New York, le 22 décembre 1988. Les forces armées namibiennes et sud-africaines les prennent en chasse, en tuant cent cinquante dès le premier jour. Ils seront définitivement chassés du pays le 11 janvier après d'autres violents combats menés sur un front de 300 km.

### Dimanche2 avril 1989
- Cuba - Union soviétique : le président de l'URSS Mikhaïl Gorbatchev effectue une visite officielle de quatre jours. Un « traité d'amitié et de coopération » est signé pour cinq ans et renouvelable jusqu'en 2014.
- Haïti : les troupes de la caserne Dessalines et le corps d'élite des Léopards se mutinent contre le général Prosper Avril.
- Hongrie : le Parti de l'indépendance, fondé en 1947 et supprimé en 1948, est recréé. Sa devise est « Dieu, patrie, liberté ».
- Slovénie (ex-Yougoslavie) : pour la première fois depuis la guerre, élection au suffrage universel de Janez Drnovsek en tant que représentant du pays au sein de la présidence de l'État Yougoslave. Selon le principe de rotation, il est devenu, le 15 mai, chef de l'État pour un an.
- Tunisie : élections présidentielle et législatives anticipées.
  - Le président Zine el-Abidine Ben Ali est élu avec 99,2 % des suffrages exprimés.
  - Aux législatives, le parti du président, le Rassemblement constitutionnel démocratique obtient 80,4 % des voix et tous les sièges de l'Assemblée. Autres partis : Mouvement islamiste (13 %, en progression), Mouvement des démocrates socialistes (3,7 %, en chute).

### Lundi3 avril 1989
- Pays basque : l'ETA annonce la rupture de la trêve des attentats qu'elle avait décrétée le 8 janvier dernier.
- Union soviétique - France : le ministre de la Défense français, Jean-Pierre Chevènement effectue en Union soviétique une visite officielle de quatre jours. La dernière visite officielle remonte en 1977.

### Mardi4 avril 1989
- OTAN : le quarantième anniversaire de la signature du traité de l’Atlantique nord est marqué par une réunion extraordinaire du Conseil de l’Atlantique nord et par différentes cérémonies au siège de l’OTAN et dans les capitales des pays membres

### Mercredi5 avril 1989
- Cambodge - Vietnam : le gouvernement vietnamien annonce le retrait total de ses troupes du Cambodge pour la fin septembre 1989.
- France :
  - Les partis politiques de droite, RPR et UDF, annonce publiquement une « déclaration d'union » pour une liste commune aux élections européennes.
  - Le bureau exécutif du parti socialiste désigne Laurent Fabius comme tête de liste pour les élections européennes.
- Grande-Bretagne - Union soviétique : de retour, de Cuba, le président de l'URSS Mikhaïl Gorbatchev effectue une visite officielle de trois jours. Il invite officiellement la reine Élisabeth à se rendre à Moscou pour une visite officielle; ce qu'elle accepte.
- Haïti : à la suite des mutineries de soldats, l'État d'urgence est décrété.
- Liban - France : le ministre français des Affaires étrangères, Roland Dumas, envoie à Beyrouth, pour une mission de trois jours, Jean-François Deniau, vice-président de la Commission des Affaires étrangères de l'Assemblée nationale.
- Pologne : réformes institutionnelles et syndicales : signature des accords dits de la « table ronde » entre le pouvoir communiste, le syndicat Solidarité et l'Église catholique. Cet accord historique prévoit la légalisation de Solidarność et la libre participation de l'opposition aux prochaines élections prévues les 4 et 18 juin prochain.

### Vendredi7 avril 1989
- Liban - France : la France fait appareiller pour le Liban, le bâtiment de soutien santé « Rance » et le pétrolier « Penhors », mais ils sont bloqués à Chypre en attendant l'autorisation du gouvernement syrien.
- Norvège - Union soviétique : naufrage du sous-marin nucléaire soviétique « Komsomolets », au large des côtes du pays par 1 600 mètres de fond. Au bilan, 42 morts et disparus parmi les 69 hommes de l'équipage.
- Union européenne : les « Verts européens » réunissent leur cinquième congrès à Paris.

### Samedi8 avril 1989
- France : réunion du Conseil national de RPR qui se prononce favorablement pour une liste d'union de l'opposition conduite par l'ancien président Valéry Giscard d'Estaing.
- Géorgie (ex-Union soviétique) : dans la capitale Tbilissi, plus de dix mille personnes manifestent leur soutien aux deux cents grévistes de la faim qui protestent contre les revendications sécessionnistes de la République autonome d'Abkhazie. Lors des émeutes de la nuit qui bravent le couvre-feu, les forces de l'ordre emploient des gaz innervants et tuent près de 50 personnes.
- Mexique : arrestation de Miguel Ángel Félix Gallardo, le fondateur et leader du Cartel de Guadalajara depuis 1980. Il a été inculpé pour divers fait dont l’assassinat d’un agent de la DEA, l’agent Kiki Camarena en 1985.

### Dimanche9 avril 1989
- France : le mouvement des 32 rénovateurs RPR-UDF adjurent Valéry Giscard d'Estaing, qui doit conduire la liste d'union de l'opposition, de « tendre le flambeau à une équipe nouvelle ».
- Géorgie (ex-Union soviétique) : à la suite des émeutes de la nuit, après quatre jours de tension et à la répression policière qui a fait environ 50 morts, le ministre soviétique Edouard Chevardnadze, d'origine géorgienne et ancien premier secrétaire du PC géorgien, vient sur place se rendre compte. L'Abkhazie exige son détachement de la Géorgie et sa promotion en seizième république fédérée de l'Union soviétique. Les Géorgiens y voit la tentative du PCUS de briser leurs propres aspirations nationalistes à l'indépendance.
- Tunisie : vote de l'amnistie générale.
- Union soviétique : au second tour des élections au Congrès des députés du peuple, pour lesquels il restait à pourvoir 64 circonscriptions sur 1 500, les partisans de Mikhaïl Gorbatchev l'emportent à Moscou et Leningrad (Saint-Petesbourg)

### Lundi10 avril 1989
- Haïti : à la suite des mutineries de soldats depuis le 2 janvier et à l'État d'urgence décrété le 5 janvier, le général Prosper Avril contrôle à nouveau la situation.
- Israël : un palestinien est assassiné par un groupe d'extrémistes juifs de la secte des Sicaires.
- Tunisie : petit remaniement ministériel.

### Mardi11 avril 1989
- Liban - France : début de la « mission humanitaire », l'« opération Acanthe » organisée par le secrétaire d'État français à l'action humanitaire, Bernard Kouchner pour organiser le rapatriement des blessés les plus gravements atteints, en majorité chrétiens. Mais lancée dans l'improvisation elle va se transformer en fiasco diplomatique. Du 14 au 18 mars, Bernard Kouchner est pris sous le feu du pilonnage de l'armée syrienne et doit rester terré, avec l'ambassadeur dans l'abri bétonné de la résidence de France à Beyrouth.
- Namibie : les derniers guérilleros de la SWAPO infiltrés depuis le 1er janvier dans le nord du pays, en violation des accords concluent à New York, le 22 décembre 1988, sont définitement refoulés après de violents combats par les forces armées namibiennes et sud-africaines. Les casques bleus des Nations unies procèdent à leur rapatriement.

### Mercredi12 avril 1989
- France : 
  - Décision de la construction de la future « grande bibliothèque ».
  - Une manifestation de douze mille personnes, organisée à Bastia est suivie de violents affrontements avec les forces de l'ordre.
- Liban - France : après que le président français François Mitterrand eut déclaré « La France est l'amie des Libanais de toutes confessions, de toutes les communautés », et après que la France eut enterré sa proposition de saisine du Conseil de sécurité de l'ONU, le gouvernement syrien donne l'autorisation aux deux navires de la marine française, bloqué à Chypre, de venir croiser au large des côtes libanaises. Ils arriveront sur place dès le 13 avril.
- Ulster : à Warrenpoint dans le Comté de Down, une jeune fille est tuée et 31 autres blessées devant un poste de police lors d'un attentat à la voiture piégée commis par l'IRA provisoire qui présentera ses excuses pour avoir atteint des civils car la voiture a explosé avant l'heure prévue et la publication des alertes à la bombe.

### Jeudi13 avril 1989
- Allemagne de l'Ouest : annonce d'un remaniement ministériel : Gerhard Stoltenberg devient ministre de la Défense et Theodor Waigel le remplace au ministère des Finances.
- États-Unis - Nicaragua : la Chambre des représentants et le Sénat votent une aide de 49,7 millions de dollars pour les Contras anti-sandinistes.
- Sri Lanka : à Triconmalee, 41 personnes sont tués et de nombreux autres blessés sont victimes d'un attentat à la bombe commis par les Tigres Tamouls.

### Vendredi14 avril 1989
- Géorgie (ex-Union soviétique) : à la suite des émeutes de la nuit du 8 au 9 avril et de la répression policière qui a fait environ 50 morts, les trois principaux dirigeants sont poussés à la démission.
- Liban : jusqu'au 18 avril, les artilleurs de l'armée syrienne, bloquent le secrétaire d'État français, Bernard Kouchner, dans l'abri bétonné de la résidence de France à Beyrouth, l'obligeant finalement à venir plusieurs fois à Beyrouth-Ouest pour négocier le rapatriement des blessés des deux camps les plus gravement atteints. Le général Michel Aoun commenta l'attitude de la France : « Celui qui veut aider la victime ne demande pas la permission au bourreau » alors que Rony Brauman, le président de Médecins sans frontières déclarait : « L'aide humanitaire ne doit pas toujours tenir lieu de politique de substitution », et que la presse de Beyrouth ironisa sur « La France qui n'a pas les moyens de sa générosité ».

### Samedi15 avril 1989
- Chine : décès de l'ancien secrétaire général du Parti communiste chinois, Hu Yaobang (soixante-treize ans). Lors des jours suivants, les hommages publics sur la place Tian'anmen à Pékin, se transforment en manifestations contre Deng Xiaoping.
- Grande-Bretagne : une bagarre généralisée éclate au stade de Sheffield entre les supporters de Liverpool et de Nottingham-Forest, lors de la demi-finale de la Coupe d'Angleterre.
- Liban : les quatorze premiers blessés chrétiens sont évacués à bord du navire-hôpital « La Rance ». Onze d'entre eux seront transférés en avion vers la France
- Salvador : une infirmière française est assassinée par les Escadrons de la mort.

### Dimanche16 avril 1989
- Liban : l'artillerie syrienne intensifie ses tirs tuant ce jour 46 personnes dont l'ambassadeur d'Espagne Pedro Manuel de Aristegui et trois de ses proches dont l'écrivain libanais chrétien Youssef Awwad, pourtant ils s'abritaient dans l'abri bétonné.
- Uruguay : l'amnistie en faveur des militaires accusés de violation des droits de l'homme, votée en 1986 par le Parlement est ratifiée par référendum avec 53 % des suffrages exprimés.

### Lundi17 avril 1989
- France : le tueur en série, assassin de vieilles dames, Thierry Paulin, arrêté le 1er décembre 1987 meurt du sida à l'hôpital de Fresnes.
- Liban - France : le Secrétaire d'État Bernard Kouchner, obtient un « accord total » du gouvernement musulman pro-syrien de Salim Hoss sur l'évacuation des blessés.
- Pologne : 
  - Solidarność est officiellement légalisé.
  - Le président George H. W. Bush annonce un plan d'aide économique d'un milliard de dollars et demande au Congrès d'accorder à la Pologne le statut de « nation la plus favorisée » et déclare : « Les États-Unis n'ont jamais accepté la légitimité de la division de l'Europe. »
- Union européenne : Jacques Delors présente un rapport au Conseil européen de Luxembourg afin d'aller plus loin que le SME. Il prévoit la réalisation de l'Union économique et monétaire en trois phases. Le 19 avril, le quotidien travailliste britannique The Guardian s'interroge sur le risque, avec ce plan, de contribuer à créer une Europe à deux vitesses.

### Mardi18 avril 1989
- Liban - France : le président français François Mitterrand demande à Mikhaïl Gorbatchev d'intervenir auprès de la Syrie pour arrêter les tirs de l'artillerie syrienne. 77 blessés musulmans gravement atteints sont embarqués à Saïda à bord du navire-hôpital français « La Rance ».
- Pologne : premier entretien entre Lech Wałęsa et le général Jaruzelski. Ils ne s'étaient pas revus depuis le 4 novembre 1981 avant l'instauration de l'« état de guerre ».

### Mercredi19 avril 1989
- France : l'Assemblée nationale vote le projet de loi relatif à la transparence du marché financier. Les pouvoirs de la COB sont renforcés et les mécanismes des OPA sont modifiés.
- Pays basque : début d'une série d'arrestations de terroristes de l'ETA en France. Le 19, sept d'entre eux sont arrêtés à Saint-Jean-de-Luz et d'autres sont arrêtés du 20 au 24 mars à Ciboure, Pau, Mauléon et Hendaye.

### Jeudi20 avril 1989
- Vatican : le pape Jean-Paul II reçoit Lech Wałęsa pour la quatrième fois. La veille, le Saint-Père, lors d'une prière spéciale à Notre-Dame de Jasna Gora, reine de la Pologne, avait demandé : « Je te recommande Solidarność, qui, aujourd'hui, peut de nouveau agir ; je te recommande le processus lié à cet évènement apte à remodeler la vie de la nation selon les lois de la société souveraine. »

### Vendredi21 avril 1989
- Philippines : à Manille, un colonel de l'armée américaine est assassiné par les terroristes de la Nouvelle Armée du Peuple.

### Samedi22 avril 1989
- France : 
  - Laurent Fabius, président de l'Assemblée nationale, refuse de laisser observer une minute de silence à la mémoire des quatre gendarmes assassinés à la hache et au fusil de chasse, par des émeutiers Canaques, lors du drame de Fayaoué (Nouvelle-Calédonie), le 22 avril 1988.
  - À Lille, septième congrès du CDS sur deux jours.
- Sénégal - Mauritanie : à la suite d'une campagne de la presse sénégalaise dénonçant la Mauritanie comme un pays esclavagiste, pratiquant les persécutions et les massacres des populations noires, des foules de sénégalais pillent les magasins des mauritaniens à Dakar. Dès le lendemain, les affrontements dégénèrent à Nouakchott, la capitale de la Mauritanie, de l'autre côté du fleuve Sénégal. Il s'agit d'un nouvel épisode d'une haine ancestrale entre « maîtres mauritaniens » — Maures arabes musulmans, les Beidanes, éleveurs nomades et esclavagistes — et « esclaves sénégalais » — peuples noirs Wolofs, Toucouleurs et Peuls, paysans et éleveurs, musulmans ou chrétiens. Durant, une dizaine de jours, des deux côtés de la frontière, les violences, les tueries et la pillages vont paralyser les deux capitales et provoquer la mort de près de 300 personnes. À Nouakchott, des Sénégalais en fuite sont égorgés et à Dakar, des Mauritaniens sont mutilés et lapidés.

### Dimanche23 avril 1989
- Chine : les étudiants des cinq grandes universités dont celles de Pékin et de Qinghua déclenchent la grève générale.
- France : le ministre de la Défense nationale s'oppose fermement au projet de réduction du budget de la Défense à 400 milliards de FF au lieu des 470 milliards initialement prévus pour la période 1990-1993. Un compromis est finalement trouvé dans les jours suivants avec le premier ministre Michel Rocard. La droite accuse le gouvernement socialiste d'utiliser le budget de la Défense nationale comme « variable d'ajustement » du budget général.
- Formule 1 : Grand Prix automobile de Saint-Marin.

### Lundi24 avril 1989
- États-Unis - Allemagne de l'Ouest : le ministre fédéral des Affaires étrangères, Hans-Dietrich Genscher, et le ministre de la Défense Gerhard Stoltenberg sont en visite officielle à Washington pour présenter leur proposition d'ouvrir des négociations avec l'URSS sur les missiles nucléaires à courte portée (SNF). Le gouvernement américain s'oppose à leur proposition.
- France - Nicaragua : le président sandiniste Daniel Ortega est reçu au palais de l'Élysée par le président François Mitterrand.

### Mardi25 avril 1989
- Chine : à la suite des funérailles de l'ancien secrétaire général du parti communiste chinois, Hu Yaobang, les hommages publics sur la place Tian'anmen à Pékin, se transforment en manifestations contre Deng Xiaoping, voir manifestations de la place Tian'anmen. Les autorités lanent un avertissement aux « fauteurs de troubles ».
- Japon : dans le cadre de l'affaire Recruit-Cosmos, le premier ministre Noboru Takeshita, éclaboussé par le scandale, est poussé à sa démission. Son ancien secrétaire particulier Ihei Aoki est retrouvé suicidé le lendemain.
- Union soviétique : à la suite des dernières élections, lors du plénum du Comité central du PCUS, cent dix membres, réputés « conservateurs » démissionnent collectivement. Ils sont immédiatement remplacés par 24 nouveaux membres cooptés.

### Mercredi26 avril 1989
- Première diffusion du premier épisode de Dragon Ball Z, l'anime japonaise qui sera l'un des Shōnen les plus réussis de l'histoire de la japanimation ;
- Tornade de Daulatpur–Saturia au Bangladesh qui fait 1 300 morts, la plus importante dans l'histoire du pays et probablement la plus meurtrière mondialement.
- Création de l'entreprise Game Freak et début du développement de Pokémon.

### Jeudi27 avril 1989
- Chine : manifestation de plus de cinq cent mille étudiants dans le centre de Pékin.
- France : le CDS désigne Simone Weil pour conduire leur liste aux élections européennes.
- Liban : la Ligue arabe, réunit à Tunis, proclame un cessez-le-feu « définitif » avec entrée en vigueur dès le 28 avril.
- Namibie : en marge de la commission conjointe sur la Namibie qui se tient au Cap en Afrique du Sud, le président Pieter Botha reçoit officiellement une délégation soviétique.

### Vendredi28 avril 1989
- Belgique : dans l'affaire du stade de Heysel le 29 mai 1985 et dont les bagarres entre supporters anglais et italiens avaient fait 39 morts et 600 blessés, le tribunal correctionnel de Bruxelles condamnent 14 supporters britanniques à trois ans de prison dont dix-mois avec sursis. Onze autres supporters sont acquittés.
- Vatican : début d'un voyage pastoral de neuf jours du pape Jean-Paul II dans les pays de l'océan indien et d'Afrique orientale. Première visite à Madagascar, et à La Réunion, en Zambie et au Malawi.

### Dimanche30 avril 1989
- Italie : décès de Sergio Leone (60 ans), cinéaste et réalisateur italien
- Mauritanie : la France met en place un pont aérien militaire qui dans les jours suivants va permettre d'évacuer plus de 70 000 ressortissants français et sénégalais.
- France : ouverture du Parc Astérix.

## Naissances
- 2 avril : Fréjus Zerbo, basketteur ivoirien.
- 4 avril : Jonathan Paredes, coureur cycliste colombien. († 19 mai 2025).
- 6 avril : Djamel Bakar footballeur franco-comorien.
- 7 avril : Teddy Riner, judoka français.
- 10 avril : Thomas Heurtel, basketteur français.
- 11 avril : 
  - Ariya Daivari, lutteur professionnel américain d'origine irakienne
  - Benoît Dubois, chroniqueur et animateur de télévision français
  - Shinpei Funatsu, dessinateur japonais de bandes dessinées.
  - Angele Tomo, lutteuse camerounaise.
- 14 avril : Óscar de Marcos, footballeur espagnol.
- 16 avril : 
  - Jolie Ngemi, artiste congolaise (RDC).
  - Daniel Parejo, footballeur espagnol.
- 19 avril : Nicolas Martin, skieur français de combiné nordique.
- 20 avril : Carlos Valdes, acteur colombien.
- 21 avril : Nikki Cross, lutteuse professionnelle écossaise
- 23 avril :
  - Antoine Daniel, vidéaste français.
  - Anders Johnson, sauteur à ski américain.
  - Nicole Vaidišová, joueuse de tennis tchèque.
- 26 avril : Luke Bracey, acteur australien.

## Décès
- 15 avril : Bernard-Marie Koltès, écrivain français (° 9 avril 1948).
- 16 avril : Thierry Paulin, Tueur en série français (° 28 novembre 1963).
- 26 avril : Lucille Ball, actrice, productrice et réalisatrice américaine (° 6 août 1911).
- 30 avril : Sergio Leone, cinéaste et réalisateur, italien (° 3 janvier 1929).